# گاردبریج
گاردبریج (به انگلیسی: Guardbridge) یک روستا در بریتانیا است که در فایف واقع شده‌است. گاردبریج ۶۲۷ نفر جمعیت دارد.